# 巴塞罗那足球俱乐部室内足球队
巴塞罗那足球俱乐部室内足球队（FC Barcelona Futsal），是加泰罗尼亚巴塞罗那市的一个室内足球俱乐部，为巴塞罗那足球俱乐部的一部分。巴萨室内足球部成立于1978年，1982年停止活动。1986年，室内足球队重建。